# Anne Steiner
 (janvier 2024).
Il peut être nécessaire de l'améliorer pour respecter le principe de neutralité de point de vue. Veuillez consulter la page de discussion pour plus de détails.

Anne Steiner, née le 2 février 1957, est une sociologue française.
Elle a été maître de conférences en sociologie à l'université Paris-Nanterre de 1990 à 2021. 
Anne Steiner a travaillé sur la Fraction armée rouge, le mouvement individualiste anarchiste et les luttes sociales à la « Belle Époque ». Elle s'est également intéressée au quartier de Belleville et à ses lieux de sociabilités comme les cafés. 
Elle a participé à la rédaction du Dictionnaire Maitron des anarchistes publié en 2014.

## Biographie
Après des études de biologie puis d'histoire à l'université Paris-VII (1975-1981), elle s'est inscrite au département de sociologie de l'université Paris X-Nanterre en DEA, puis en thèse sous la direction du professeur Annie Kriegel.
Boursière du Deutscher Akademischer Austauschdienst durant les années 1983-1984, elle a soutenu sa thèse « Pratique de la guérilla urbaine en Europe Occidentale : la RAF de 1970 à 1977 »en juin 1985. Elle a intégré le département de sociologie de l'Université Paris X Nanterre, comme maître de conférences en 1990. Retraitée depuis septembre 2020.

## Publications
- Avec Loïc Debray, La Fraction armée rouge : guérilla urbaine en Europe occidentale, Éditions Méridiens Klinsieck, 1987, (BNF 36630562), L'Échappée, 2006,  (ISBN 2-915830-05-3), (BNF 40113439), présentation éditeur[1].
- Les En-dehors : anarchistes individualistes et illégalistes à la Belle époque, L'Échappée, 2008,  (ISBN 978-2-915830-13-2), (BNF 41232426)[4].
- Belleville cafés, photos Sylvaine Conord, L'Échappée, 2010, (BNF 42300306)[5]..
- Le goût de l'émeute : manifestations et violences de rue dans Paris et sa banlieue à la « Belle Époque », L'Échappée, 2012, (BNF 42794869)[6],[7],[8].
- Rirette l'insoumise, Tulle, Mille Sources, 2013,  (ISBN 978-2909744292)[9].
- Le Temps des révoltes - Une histoire en cartes postales des luttes sociales à la « Belle Époque », L'Échappée, 2015, (ISBN 978-29158309-0-3), présentation éditeur.
- Révolutionnaire et dandy. Vigo dit Almereyda, L'Échappée, 2020, (ISBN 978-23730907-1-0)